# Donal O’Donnell

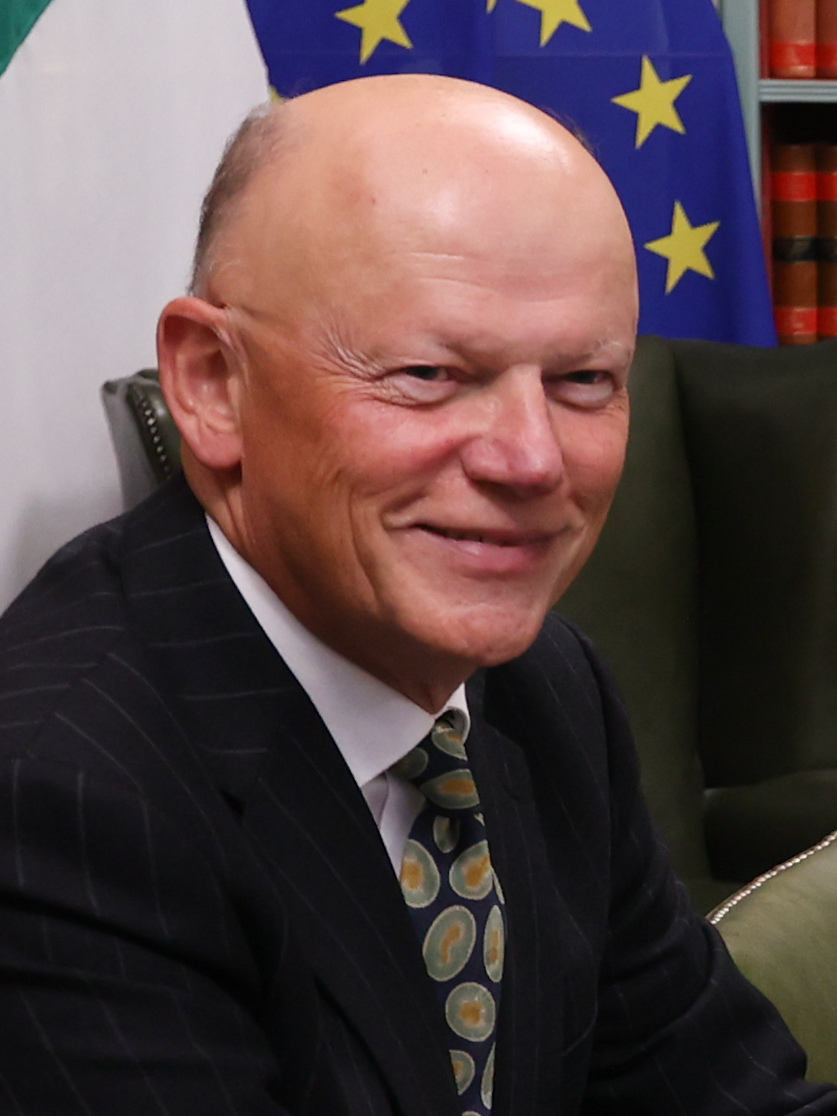
Donal Gerard O’Donnell (2022)

Donal Gerard O’Donnell (* 25. Oktober 1957 in Belfast, Nordirland) ist ein irischer Richter und vormaliger Prozessanwalt. Er ist seit dem 11. Oktober 2021 Chief Justice of Ireland, Oberster Richter des Supreme Court.

## Leben
O’Donnell ist der Sohn von Turlough O’Donnell, einem irischen Richter (1924–2017), der von 1979 bis 1989 Lord Justice of Appeal of Northern Ireland war. Donal O’Donnell studierte Rechtswissenschaften am University College Dublin und wurde Anwalt beim King’s Inns. Er absolvierte 1983 ein Auslandsstudium an der University of Virginia. 1982 wurde er als Anwalt zugelassen.
Seinen Schwerpunkt setzte er als Anwalt in öffentlich-rechtlichen Rechtstreitigkeiten. Dabei vertrat er relativ häufig die staatliche Seite.
2010 war er zum Richter am Supreme Court berufen. Eine direkte Berufung zum höchsten irischen Gericht wie in seinem Fall ist äußerst selten. Er genießt für seine scharfsinnigen Analysen und seinen geschliffenen Schreibstil ein besonderes Renommee. Ihm wird eine sozialliberale Einstellung nachgesagt.

## Privates
Donal O’Donnell ist seit 1992 mit Mary Rose Binchy verheiratet und hat mit ihr vier Kinder.